# Olympiastadion Helsinki
Das Olympiastadion Helsinki (finnisch Helsingin olympiastadion, schwedisch Helsingfors olympiastadion) ist das größte Stadion Finnlands. Das Fußballstadion mit Leichtathletikanlage ist die Heimspielstätte der finnischen Fußballnationalmannschaft. Es liegt rund zwei Kilometer vom Stadtzentrum von Helsinki entfernt im Stadtteil Töölö. 2006 wurde es unter Denkmalschutz gestellt. Das Nationalstadion wurde von 2016 bis 2020 umfangreich renoviert und im August des Jahres wiedereröffnet.

## Architektur
Der seiner Architekturepoche entsprechend eher auf den Verwendungszweck bedachte funktionalistische Bau wurde von den Architekten Yrjö Lindegren und Toivo Jäntti entworfen. Das Stadionwahrzeichen ist der 72,71 Meter hohe Turm, dessen Höhe genau der Siegweite des finnischen Speerwurf-Olympiasiegers von 1932, Matti Järvinen, entspricht. Außerhalb von Veranstaltungen ist der Turm für Besucher als Aussichtsturm geöffnet.

## Geschichte
Das Olympiastadion wurde von 1934 bis 1938 erbaut – mit dem Ziel der Austragung der Olympischen Sommerspiele 1940, die aber wegen des Zweiten Weltkrieges ausfielen. Von 1994 bis 1999 wurde das Stadion umgebaut, dabei wurde die Zahl der Zuschauerplätze von 70.000 auf 40.000 verringert. Es verfügte bis Ende 2015 über 39.784 Sitzplätze. Vor der Einführung des Euro war das Stadion auf der finnischen 10-Mark-Banknote zusammen mit dem Langstreckenläufer Paavo Nurmi abgebildet. Vor dem Stadion ist eine Statue des neunfachen finnischen Olympiasiegers Nurmi mit einer Gedenktafel aufgestellt. In direkter Nachbarschaft zum Olympiastadion liegt das 1915 eingeweihte Fußballstadion Töölön Pallokenttä. 2000 wurde das Gelände durch ein weiteres Fußballstadion, die Bolt Arena mit rund 10.000 Plätzen, ergänzt.
Nach Jahren zahlreicher kleinerer Renovierungen begannen zu Beginn der 2010er Jahre die Planungen für eine umfassende Stadionrenovierung. Ende 2014 gab die Stadt Helsinki genauere Angaben zu den Umbauplänen bekannt. Dabei sollte jedoch der historische Entwurf aus den 1930er Jahren erhalten bleiben, wodurch das äußere Bild nahezu unberührt bleiben sollte und die sichtbaren Veränderungen den Stadioninnenraum betreffen. Die Ränge sollten eine neue Bestuhlung erhalten, wodurch die Anzahl der Plätze auf veranschlagte 35.000 bis 36.000 verringert wurde. Die Tribünen des Olympiastadions sollten somit erstmals überdacht sein. Die neue Überdachung wurde, wie bei dem bestehenden Dach der Haupt- und Gegentribüne, von Stützpfeilern auf den Tribünen getragen. Das Stadion bekam eine neue Licht- und Soundanlage. Weiter wurde ein neues Besucherzentrum sowie zusätzliche Räumlichkeiten (insgesamt 20.000 m² an neuer Fläche) errichtet, die Zahl der Eingänge erhöht und neue Wegeleitsysteme und Fluchtwege installiert. Die bestehenden Räumlichkeiten wurden ebenfalls umfangreich renoviert und die Stadionfassade mit Holz, das aus der Region stammt, verkleidet. Das gleiche Holz findet sich auch in den Klappsitzen. Aufgrund der begrenzten Fläche zwischen Fassade und Tribünen wurden auch unterirdische Räumlichkeiten geschaffen sowie eine zweite Laufbahn und Trainingsflächen direkt unterhalb der bestehenden Laufbahn, die ebenfalls modernisiert wurde; die Laufbahnen bestehen aus einem Naturkautschuk, der bis zu 30 bis 38 % recyclet ist. Die Rasenheizung wurde von elektrischem auf Fernwärmebetrieb umgestellt. Ein weiterer Schritt für den Umweltschutz war die Einrichtung einer eigenen Abfallstation. Die Bauarbeiten begannen im Frühjahr 2016 und waren auf die Fertigstellung im Frühjahr 2019 ausgelegt. Während der Renovierung blieb das Olympiastadion geschlossen. Die Kosten für die Umbauarbeiten, nach Plänen von Arkkitehtitoimisto K2S, wurden auf 209 Millionen Euro veranschlagt.
Im Jahr 2013 ist das Stadion dem Umweltprogramm Ekokompassi beigetreten, das nationale und internationale Umweltstandards für Gebäude setzt. Seit dem 23. Dezember 2015 war das Olympiastadion im Hinblick auf die Renovierung für die Öffentlichkeit geschlossen. Zuvor konnten sich Interessierte Souvenirs von den hölzernen Sitzbänken sichern. Rund 10.000 Andenkensammler kamen innerhalb einer Woche und konnten gegen Zahlung von 18 Euro ihre persönliche Erinnerung an das alte Olympiastadion abmontieren. Es war der symbolische Auftakt für die Bauarbeiten.
Im Januar 2017 wurde bekannt, dass der geplante Umbau des traditionsreichen Stadions teurer werde als veranschlagt. Die Summe von 209 Mio. wurde auf 261 Mio. Euro nach oben korrigiert. Noch im Januar desselben Jahres sollte ein Generalunternehmer für den Umbau ausgewählt werden.
Im Mai 2019 waren die Bauarbeiten weit fortgeschritten und es wurde Richtfest gefeiert. Das Dach deckt nun alle Zuschauerränge und die neue Fassade aus Fichte ist im Bau.
Am 2. März 2020 vergab die UEFA das Spiel um den UEFA Super Cup 2022 an die finnische Hauptstadt mit dem umgebauten Olympiastadion.
Ende Juni 2020 musste die Übergabe des Olympiastadions um mindestens einen Monat verschoben werden. Die Stadt akzeptierte die Umbauten nicht, da mehrere Fehler gefunden wurden. Die Anlage wurde mit einer virtuellen Feier am 22. August des Jahres wiedereröffnet. Am 3. September traf die finnische Fußballnationalmannschaft im ersten Heimspiel der UEFA Nations League 2020/21 auf Wales und unterlag mit 0:1. Ab dem 22. August wurde das Stadion Schritt für Schritt für Besucher geöffnet. Der Olympiaturm ist seit dem 31. August wieder für Besucher geöffnet. Aufgrund der Richtlinien zur öffentlichen Sicherheit mussten dafür Eintrittskarten gebucht werden. Während der Helsinki Design Week, mit dem Stadion als Hauptort, konnte man zwischen dem 11. und 13. September 2020 das Innere des Olympiastadions besichtigen. Vom 14. bis 19. September durfte sich jeder einen Eindruck von den modernisierten Einrichtungen machen, als das Stadion zum Training geöffnet wurde. Der Umbau kostete laut eines Berichtes der National Audit Office of Finland (NAOF) 337 Mio. Euro., also 140 Mio. respektive 70 % mehr als anfänglich geplant. Neben dem ursprünglichen Kostenfaktor, den ursprünglichen, denkmalgeschützten Stadionentwurf nicht zu verfälschen, stieß man während des Baus auf (renovierungstypische) Probleme, die, neben gestiegenen Arbeiter- und Materialkosten während der Bauzeit, die Baukosten anstiegen ließen. „Viele Teile des Stadions waren am Ende ihrer betrieblichen Lebenszeit, in seinem alten Zustand wäre das Stadion ab 2020 unbrauchbar gewesen.“ (Ari Kuokkanen, Stadiondirektor). Das umgebaute Stadion wurde mit folgenden Preisen ausgezeichnet: Wood Prize 2020, RIL Award 2020 und Architecture Finland 2020. Das Stadion gehört der Stadt Helsinki, wird aber von der neugegründeten Stiftung Stadio-säätiö (auf Deutsch ‚Stadion-Stiftung‘) betrieben / verwalten und soll bis zu 1100 oder 1150 Arbeitsplätze schaffen mit einem jährlichen Umsatz (stadtweit) in Höhe von 132 Mio. Euro.

## Veranstaltungen
Die Anlage war das Hauptstadion der Olympischen Sommerspiele 1952. Nachdem die Sportstätte bereits die Leichtathletik-Weltmeisterschaften 1983 beherbergt hatte, wurden hier auch die Leichtathletik-Weltmeisterschaften 2005 ausgetragen. Im Vorfeld wurde das Dach erweitert, das jetzt die Geraden und einen kleinen Teil der Kurve überspannt. Das Stadion war einer der fünf Spielorte der Fußball-Europameisterschaft der Frauen 2009. Im Jahr 2012 war das Stadion zum dritten Mal nach 1971 und 1994 Schauplatz von Leichtathletik-Europameisterschaften. Die erste Bandy-Weltmeisterschaft 1957 wurde ebenfalls in der Sportstätte durchgeführt.
Das Olympiastadion wird auch als Konzertarena genutzt; so waren z. B. Michael Jackson, U2, Tina Turner, The Rolling Stones (während ihrer Tournee im Jahr 1970), AC/DC, Dire Straits, Paul McCartney, Genesis, Metallica, Bon Jovi, Iron Maiden, Bruce Springsteen u. a. zu Gast im Stadion der Hauptstadt.

## Galerie

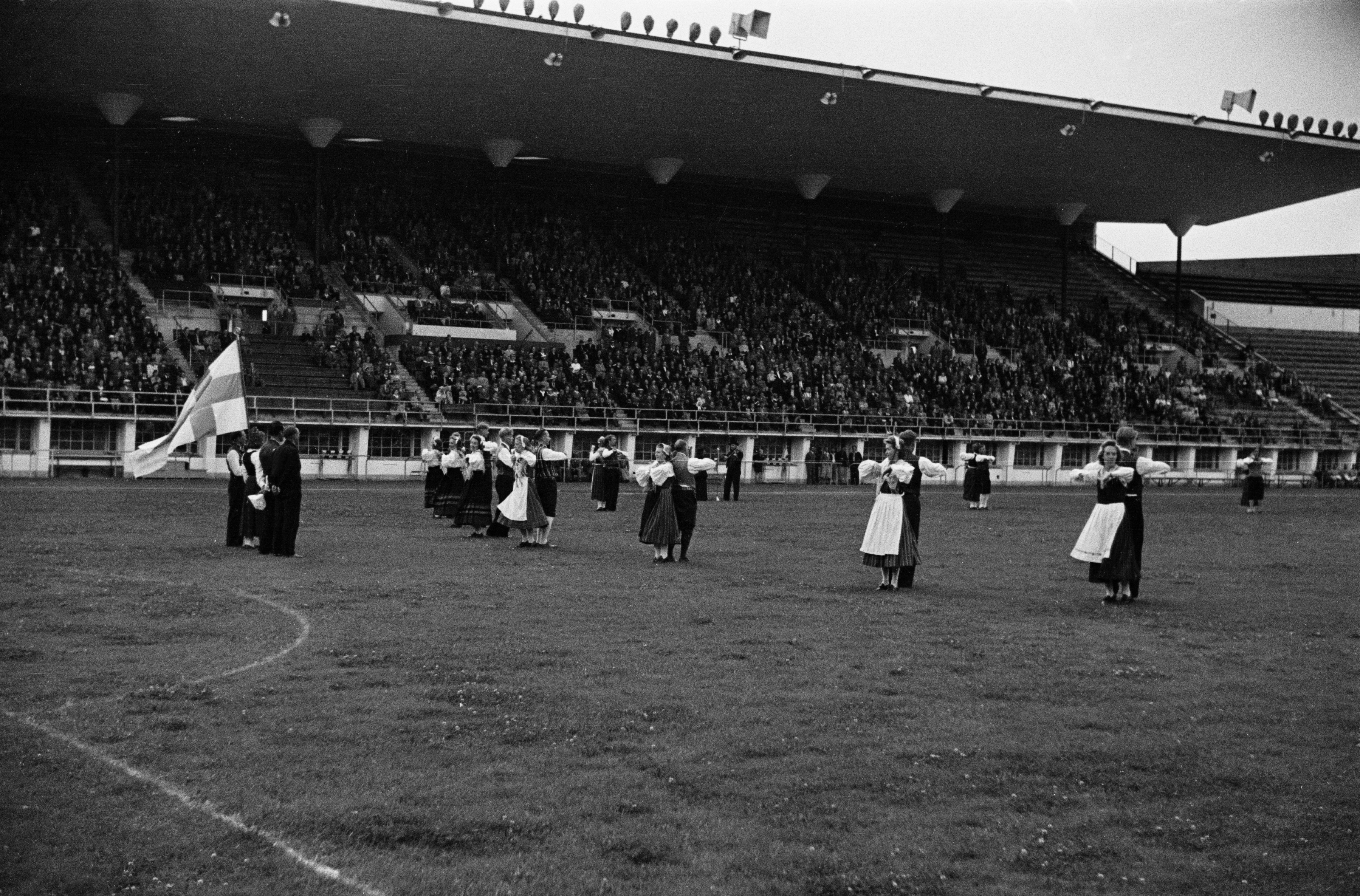
Volkstanzfest im Stadion (1946)
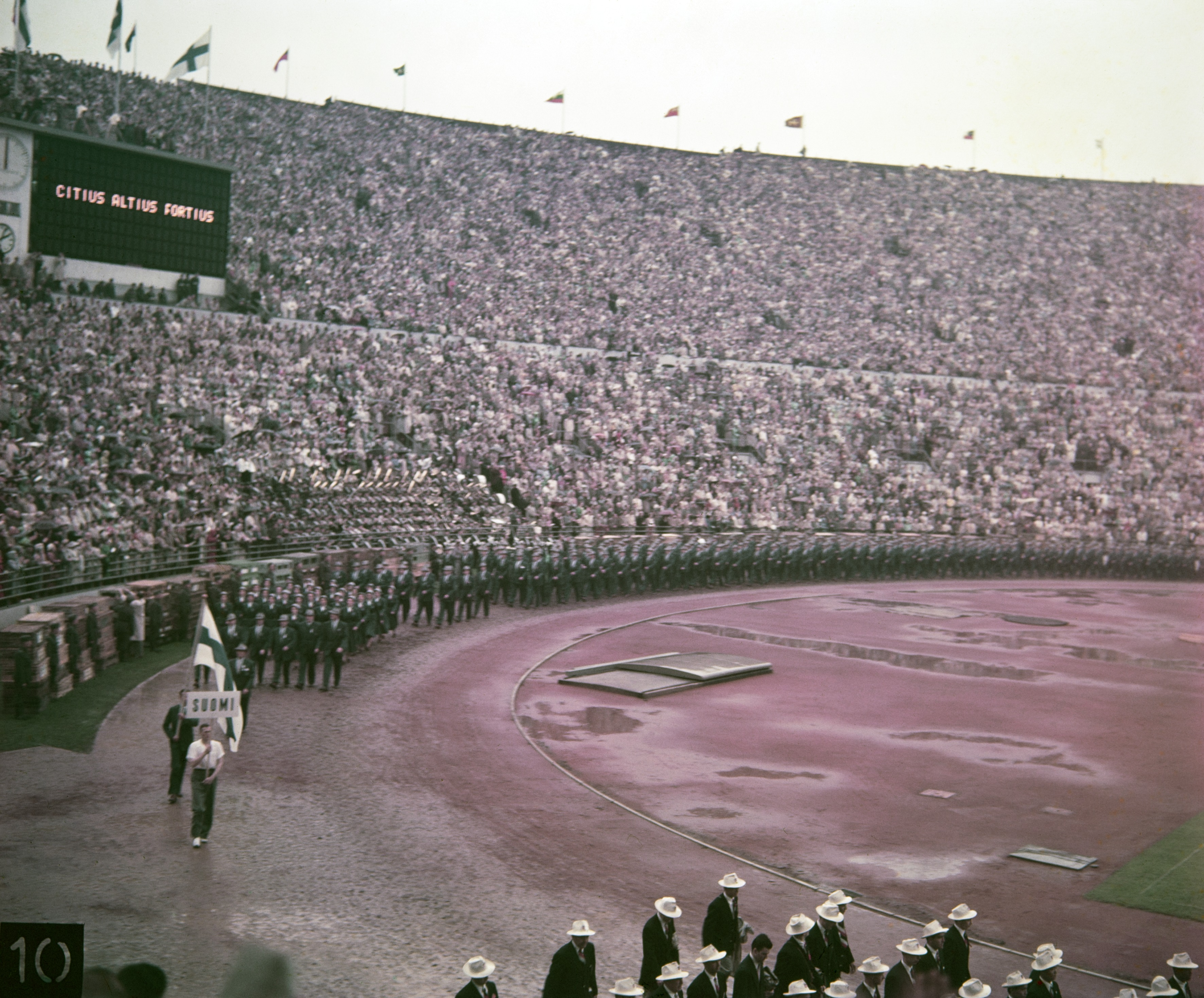
Eröffnungsfeier der Olympischen Sommerspiele 1952
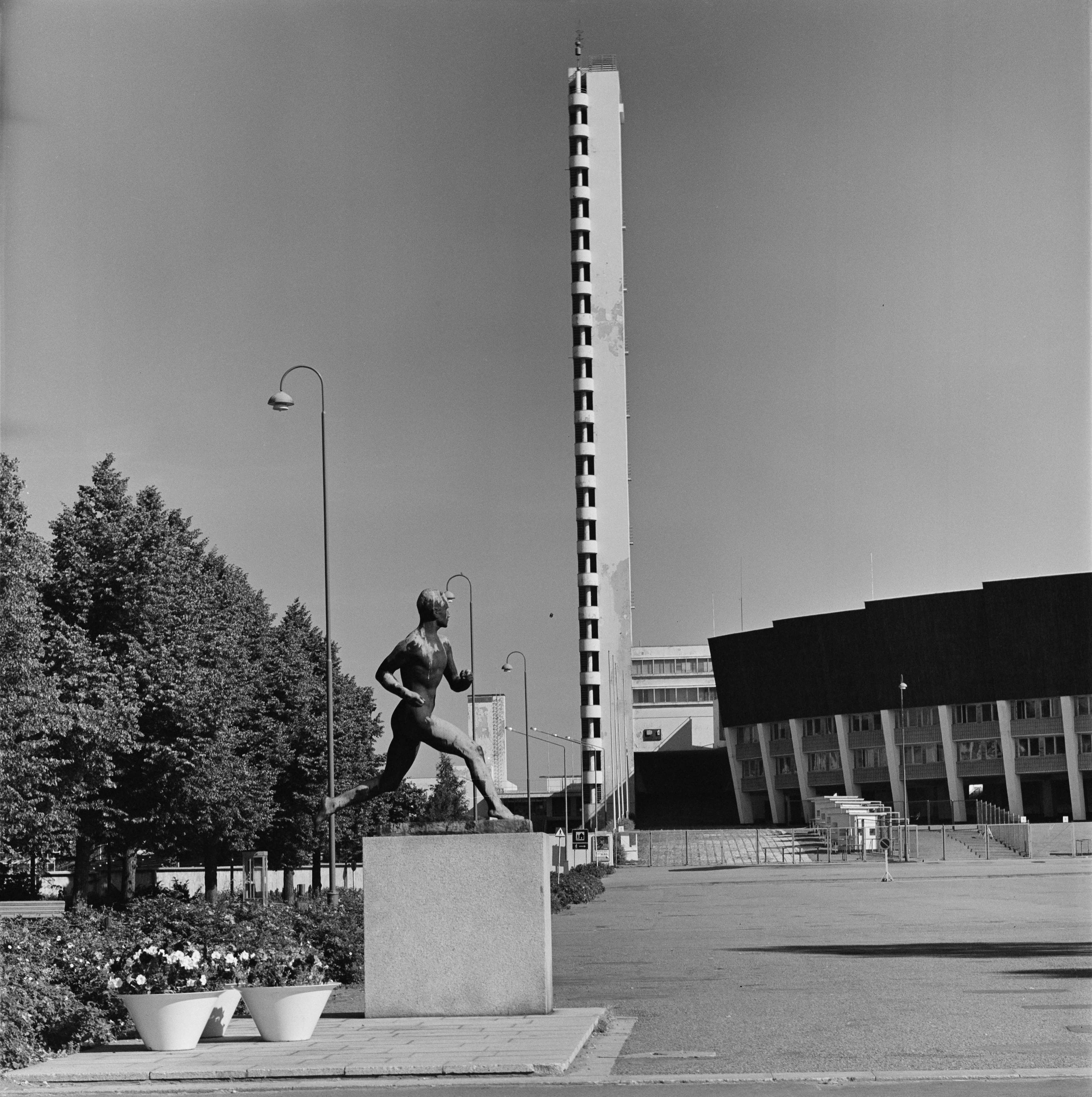
Statue von Paavo Nurmi vor dem Stadion (1975).
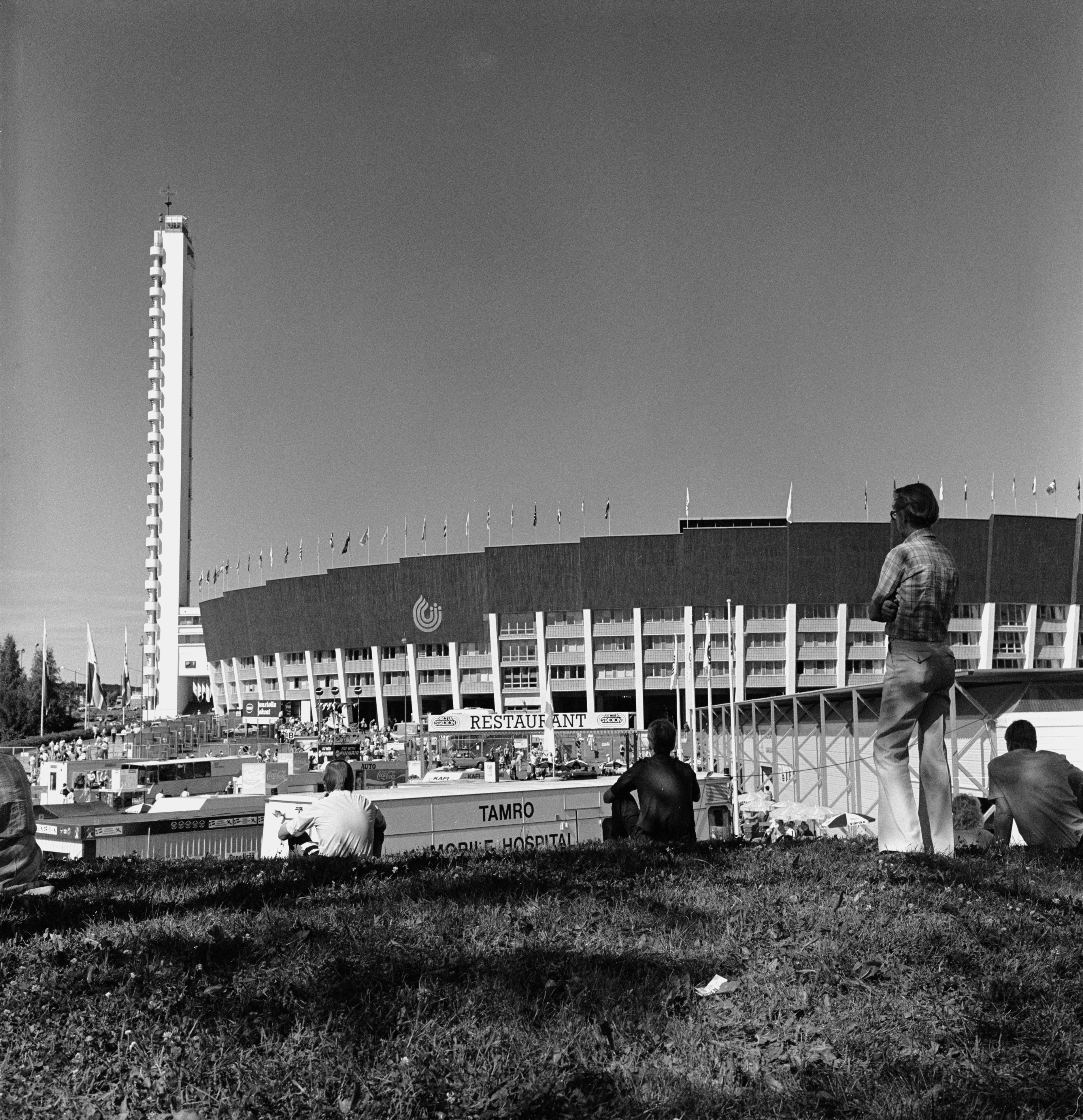
Das Olympiastadion während der ersten Leichtathletik-Weltmeisterschaften 1983
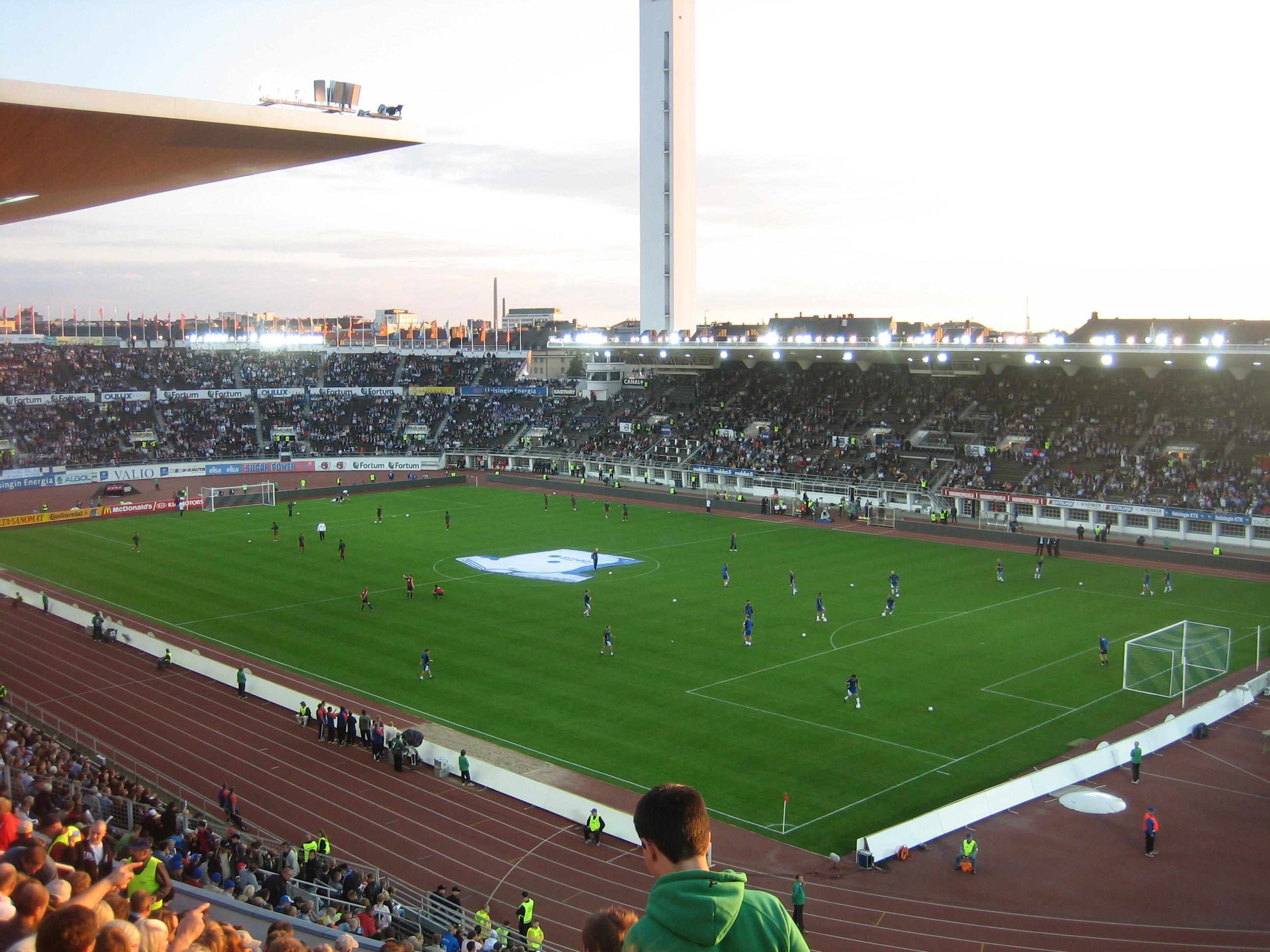
Länderspiel Finnland gegen Portugal am 6. September 2006
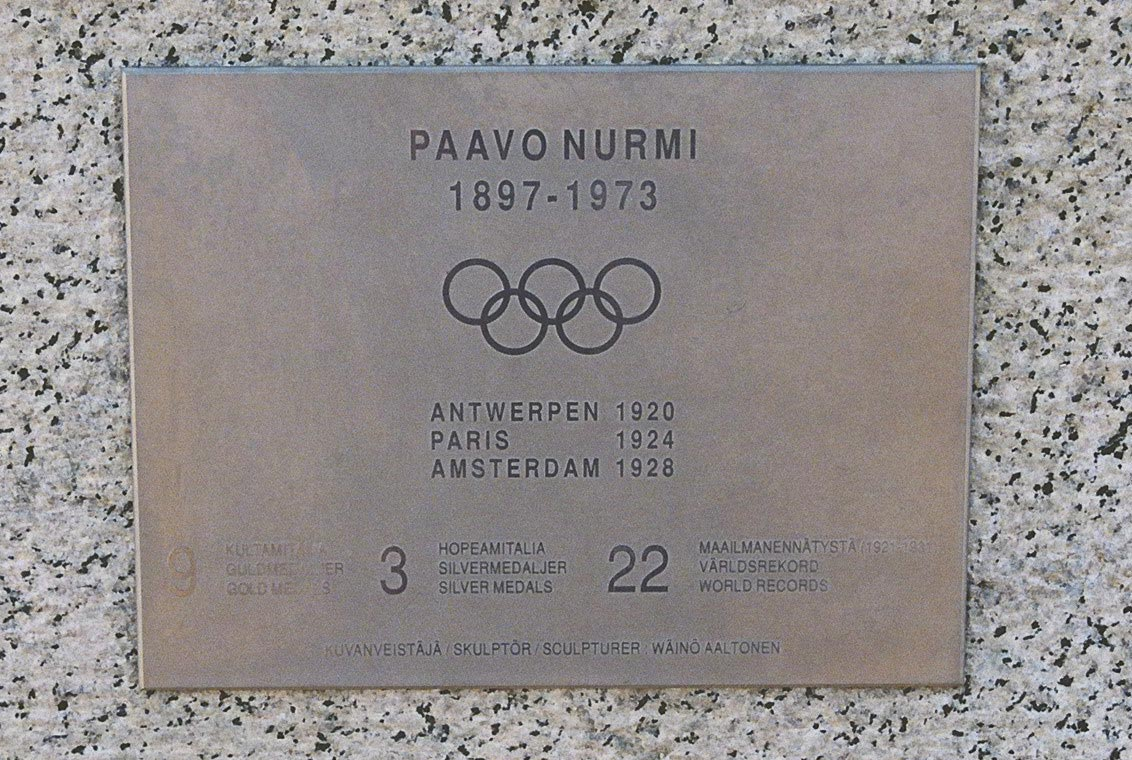
Gedenktafel an der Statue von Paavo Nurmi (2007)
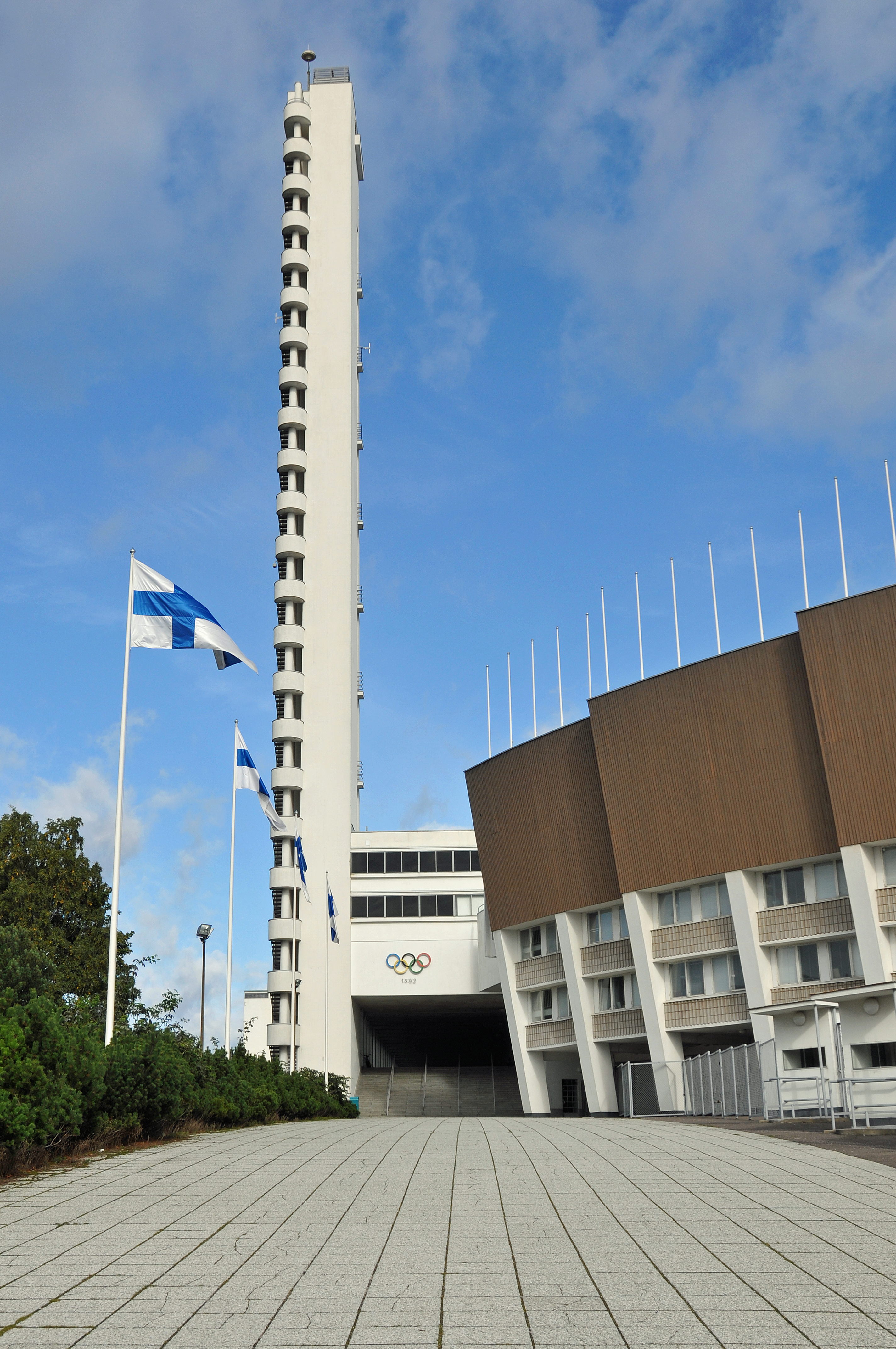
Der Turm des Stadions (2009)
Südseite des Olympiastadions (2015)